# 원엎침근
원엎침근(pronator teres) 또는 원회내근(圓回內筋)은 아래팔의 근육으로, 네모엎침근과 함께 아래팔의 엎침(해부학적 자세에서 손바닥이 뒤를 보도록 아래팔을 돌리는 작용)을 일으킨다. 위팔뼈의 안쪽관절융기위능선과 자뼈거친면에서 두 갈래로 시작하여 노뼈의 중간에 닿는다.

## 구조
원엎침근은 위팔갈래와 자갈래의 두 갈래로 이루어져 있다.
- 위팔갈래는 더 크고 얕은쪽에 위치한다. 위팔뼈 안쪽위관절융기 바로 위쪽의 안쪽관절융기위능선과 (안쪽위관절융기에서 시작된) 온굽힘근힘줄에서 일어난다.
- 자갈래는 얇은 근육 다발로 자뼈의 갈고리돌기 안쪽 측면에서 시작된다. 그 후 위팔갈래와 예각을 이루며 만난다.

정중신경은 원엎침근의 두 갈래 사이를 통해 아래팔로 들어가며, 자동맥으로 인해 자갈래와 나누어진다.
원엎침근은 아래팔을 비스듬히 가로질러 납작한 힘줄로 끝난다. 힘줄은 노뼈 몸통 가쪽 측면의 중간(손뒤침근의 바로 먼쪽)에 위치한 거칠고 오목한 부분에 닿는다.
원엎침근의 가쪽 경계는 팔꿈치 앞에 위치하는 삼각형의 오목한 부분인 팔오금의 안쪽 경계를 형성한다.

### 신경 분포
정중신경과 신경 뿌리 C6, C7이 원엎침근에 분포한다.
원엎침근을 자극하는 신호는 뇌의 중심앞이랑에서 시작하여 속섬유막을 통해 아래로 내려간다. 신호는 겉질척수로를 따라 내려가며 속섬유막, 중간뇌, 다리뇌를 거치고 숨뇌피라미드에 도달한다. 숨뇌피라미드에서 양쪽 겉질척수로는 교차하고 그 후 가쪽겉질척수로를 따라 내려가C5, C6, C7, C8, T1의 앞뿔에 다다른다. 그 후에는 척수신경 앞가지를 따라 C5, C6, C7, C8, T1의 뿌리신경절(이들은 함께 팔신경얼기를 형성함)을 거친 신호가 엎침을 일으키기 위해 원엎침근을 수축시킨다.

### 변이
가끔 자갈래가 없는 경우가 있다. 이 변이는 정중신경 포착의 위험성을 낮춘다. 한편 안쪽근육사이막, 위팔두갈래근, 위팔근 등에서 추가적인 근육 슬립이 간혹 합류하기도 한다.

## 기능
원엎침근은 아래팔을 엎쳐 손바닥을 뒤쪽으로 돌린다. 만일 팔꿈치가 직각으로 굽혀진 상태라면 원엎침근은 손을 돌려 손바닥이 아래를 보도록 작용한다. 이 작용을 네모엎침근이 보조한다. 한편 발꿈치를 약하게 굽히는 작용을 하며, 강한 저항이 있을 때 팔꿈치 굽힘을 돕는다.

## 임상적 중요성
원엎침근 증후군은 손목 통증의 한 원인이며, 이때의 통증은 신경인성 통증의 일종이다. 이 질환은 정중신경이 원엎침근에 의해 압박되어 발생한다. 아래팔 앞쪽의 통증, 아래팔 엎침이나 팔꿈치 굽힘의 어려움, 티넬 징후 양성, 근육의 위축 등이 나타날 수 있다.
C5 사지마비나 노신경 마비 환자에서 손목이 펴지는 동작을 복구하기 위해 힘줄전이술을 시행할 때, 원엎침근의 힘줄을 짧은노쪽손목폄근 힘줄로 경로를 바꿔 재건에 이용할 수 있다.

## 어원
'Pronator'라는 단어는 라틴어로 '앞으로 기울었거나 얼굴을 아래로 하고 누운'을 뜻하는 단어 'pronus'에서 유래했다. 라틴어 단어인 'teres'는 '둥근 모양의'나 '길고 둥근'이라는 뜻을 가지고 있어 근육의 모양을 의미한다.

## 추가 이미지

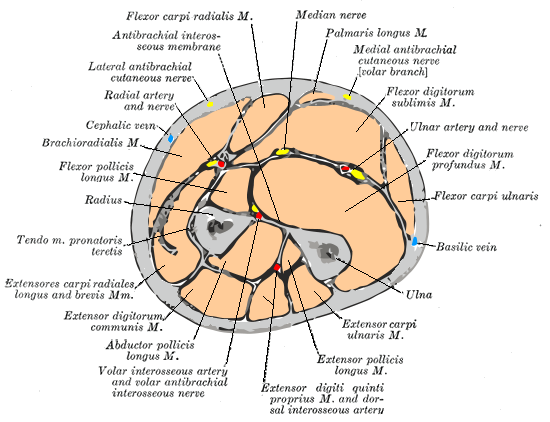
아래팔 중간의 단면
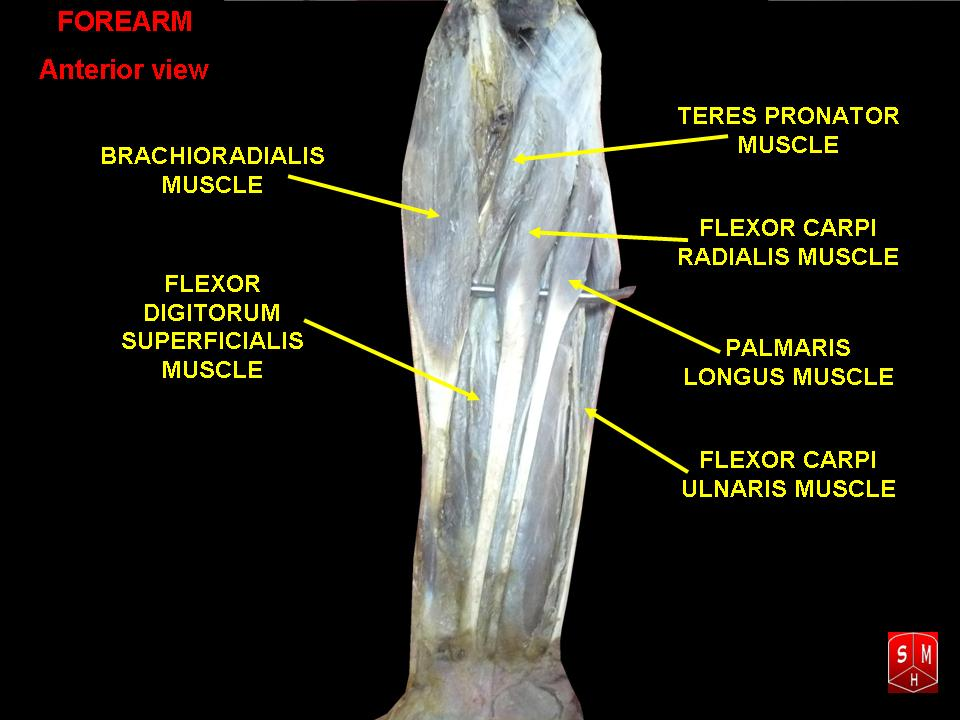
원엎침근
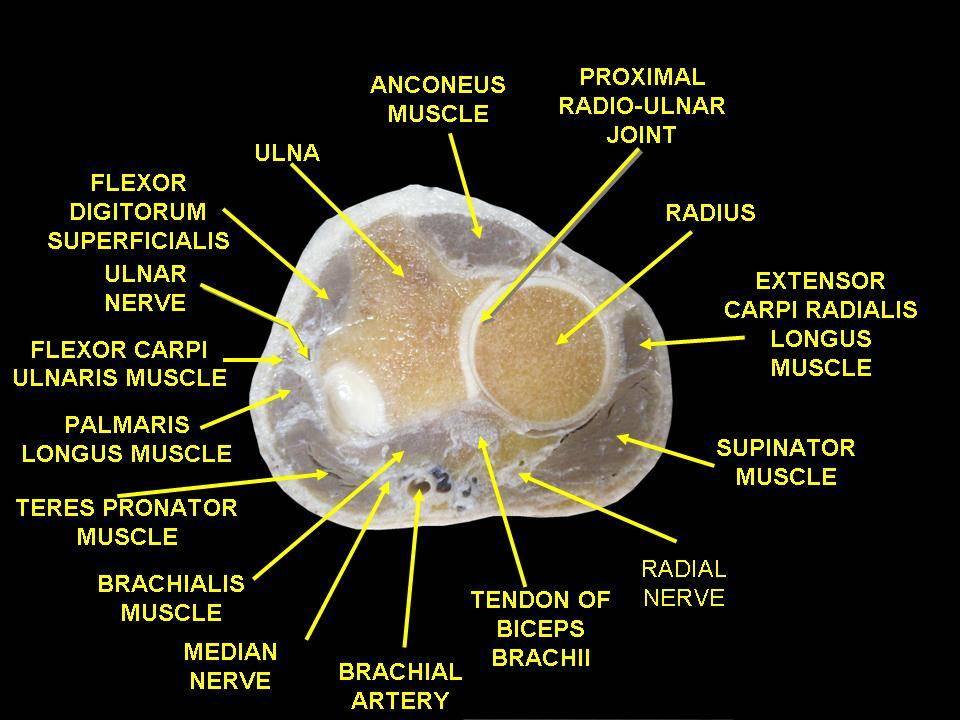
상지 근육의 단면
원엎침근의 위치를 보여주는 그림

## 참고 문헌
이 문서는 현재 퍼블릭 도메인에 속하는 그레이 해부학 제20판(1918) page 446의 내용을 기초로 작성된 글이 포함되어 있습니다.
1. ↑  “The Descending Tracks”. 《TeachMeAnatomy》. 2015년 12월 3일에 확인함.
2. ↑  Brachial Plexus Anatomy - eMedicine
3. 1 2  Dididze, Marine; Tafti, Dawood; Sherman, Andrew l (2022). 《Pronator Teres Syndrome》. Treasure Island (FL): StatPearls Publishing. PMID 30252346.
4. ↑  Sammer, Douglas M.; Chung, Kevin C. (2009). “Tendon Transfers Part I: Principles of Transfer and Transfers for Radial Nerve Palsy”. 《Plastic and Reconstructive Surgery》 123 (5): 169e–177e. doi:10.1097/PRS.0b013e3181a20526. PMC 4414253. PMID 19407608.
5. ↑  Muscolino, Joseph E. (2013년 12월 19일). 《Know the Body: Muscle, Bone, and Palpation Essentials - E-Book》 (영어). Elsevier Health Sciences. ISBN 9780323291439.
6. ↑  Surgical Anatomy of the Hand and Upper Extremity - 구글 도서